# Jordanita subsolana
Jordanita subsolana is een vlinder uit de familie bloeddrupjes (Zygaenidae). De wetenschappelijke naam is voor het eerst geldig gepubliceerd in 1862 door Staudinger.
De soort komt voor in Europa.